# Edward Sokołowski
Edward Sokołowski (ur. 7 listopada 1899 w Warszawie, zm. 2 czerwca 1978) – polski inżynier, urzędnik państwowy i działacz polityczny związany z Włocławkiem, poseł na Sejm PRL II kadencji (1957–1961).

## Życiorys
Ukończył Szkołę Techniczną Kolejową, Państwową Szkołę Mierniczą oraz Szkołę Komunikacji Lądowej i Wodnej. Przy Politechnice Warszawskiej zdał egzamin na mierniczego przysięgłego. W dwudziestoleciu międzywojennym zatrudniony jako kierownik Biura Pomiarów i Zabudowy Miasta, a następnie kierownik Wydziału Technicznego Urzędu Miejskiego we Włocławku.  
Okres II wojny światowej spędził w Żyrardowie, służąc swym doświadczeniem przy prowadzonych pracach melioracyjnych.  
Po odzyskaniu niepodległości brał czynny udział w organizowaniu samorządu. W 1945 tworzył struktury Stronnictwa Demokratycznego we Włocławku, był przewodniczącym Zarządu Powiatowego SD, sekretarzem i przewodniczącym Powiatowego Komitetu oraz (od 1954) wiceprzewodniczącym Miejskiego i Powiatowego Komitetu tej partii we Włocławku. W 1949 zasiadł w Zarządzie Wojewódzkim SD w Bydgoszczy.
W latach 1945–1951 pełnił funkcję wiceprzewodniczącego Powiatowej Rady Związków Zawodowych oraz Miejskiego Komitetu Obrońców Pokoju. W latach 1950–1954 zasiadał w prezydium Miejskiej Rady Narodowej we Włocławku. Pracował w organizacjach społecznych i w związkach zawodowych. W latach 1952–1955 był dyrektorem Miejskiego Przedsiębiorstwa Remontowo-Budowlanego, następnie starszym inżynierem Miejskiego Zarządu Gospodarki Komunalnej i Mieszkaniowej we Włocławku. W 1957 uzyskał mandat posła na Sejm PRL w okręgu Włocławek, który wypełniał do 1961. W 1961 został dyrektorem Miejskiej Dyrekcji Budowy Osiedli Robotniczych we Włocławku.
Był mężem Izabelli Marii ze Stenzów (1900–1961). 
Zmarł 2 czerwca 1978, pochowany obok żony na cmentarzu Powązkowskim w Warszawie (kwatera 190-4-17). 

## Ordery i odznaczenia
- Krzyż Kawalerski Orderu Odrodzenia Polski
- Złoty Krzyż Zasługi (1955)
- Srebrny Krzyż Zasługi (1948)
- Medal 10-lecia Polski Ludowej (1955)
- Złota Odznaka Związkowa